# Karl F. Sommer
Karl F. Sommer (* 28. September 1895 in Przemysl, Österreich-Ungarn; † nach 1960) war ein deutsch-österreichischer Filmproduzent und Filmkaufmann (Filmverleiher).

## Leben und Wirken
Sommer wurde am äußersten Rand der Habsburger-Monarchie im heutigen Polen geboren und ging nach dem Ende des Ersten Weltkriegs ins Mutterland. Seit 1922 als Filmkaufmann tätig, machte sich Sommer erst nach dem Zweiten Weltkrieg als Filmhersteller selbständig. Er gründete 1947 die Ring-Filmproduktion Wien und stellte mit seiner Firma die kommenden zehn Jahre eine Reihe von Unterhaltungsfilmen her. Mit den beiden Kästner-Verfilmungen Pünktchen und Anton und Drei Männer im Schnee gelangen Karl F. Sommer zwei große Publikumserfolge. 1957 beendete er seine Produzententätigkeit und gründete die Austria-Filmverleih GmbH in München, deren Geschäftsführer er ebenfalls wurde. Nach 1960 verliert sich Sommers Spur. Zu diesem Zeitpunkt war er in München ansässig.

## Filmografie
als Produzent, Produktions- oder Herstellungsleiter:
- 1948: Die Sonnhofbäuerin
- 1948: Die Schatztruhe
- 1949: Wilderernacht (Liebesprobe)
- 1951: Das gestohlene Jahr
- 1951: Schwindel im Dreivierteltakt
- 1954: Maxie
- 1955: Drei Männer im Schnee
- 1956: Das Hirtenlied vom Kaisertal
- 1957: Eva küßt nur Direktoren